# Моя морячка
«Моя́ моря́чка» — художественный фильм Анатолия Эйрамджана, снятый в 1990 году.
По словам актёра Романа Рязанцева: «На съемках была уютная, семейная атмосфера, вот и фильм получился добрый. Эта была первая картина в СССР, снятая всего за десять дней. Мы работали без репетиций». Заключительную часть фильма снимали в Московском цирке.
Примечательно, что все три главных героя носят те же имена, что и сыгравшие их актёры — Людмила, Татьяна и Михаил Михайлович.

## Сюжет
Действие фильма происходит в курортном городке в Крыму (съёмки проводились в Коктебеле). Каждый день на вечерах отдыха среди отдыхающих массовик-затейник Людмила Пашкова проводит конкурс «Где вы, таланты?». И однажды она предлагает поучаствовать в нём одному мужчине — Михаилу Гудкову из Мурманска. И он исполняет свою любимую песню «Моя морячка».
Но ко всеобщему недоумению ведущая не присуждает ему победы, после чего Михаил Гудков каждый раз выходит на сцену и исполняет свою песню, чтобы выиграть заслуженный приз, и становится любимцем публики.

## В ролях
- Людмила Гурченко — Людмила Пашкова, массовик-затейник
- Татьяна Васильева — Татьяна Петровна Пташук, аккордеонистка
- Михаил Державин — Михаил Михайлович Гудков, отдыхающий на курорте режиссёр театра
- Роман Рязанцев — Коля, сын Людмилы Пашковой
- Анастасия Немоляева — Маша, девушка Коли
- Любовь Полищук — исполнительница ламбады
- Сергей Цигаль — мужчина в зрительном зале (муж исполнительницы ламбады)
- Роксана Бабаян — работница проката музыкальных инструментов
- Георгий Мартиросян — Суздалев, известный актёр, однокурсник Пашковой по театральному институту
- Екатерина Зинченко — московская коллега Гудкова

## Съёмочная группа
- Автор сценария: Анатолий Эйрамджан
- Режиссёр: Анатолий Эйрамджан
- Оператор: Вадим Алисов
- Композитор: Людмила Гурченко
- Художник: Павел Каплевич, под псевдонимом Павел Ковалинский